# Peter Boeve
Peter Boeve (ur. 14 marca 1957 w Staverden) – holenderski piłkarz grający na pozycji lewego obrońcy. W swojej karierze rozegrał 16 meczów w reprezentacji Holandii.

## Kariera klubowa
Swoją karierę piłkarską Boeve rozpoczął w klubie SBV Vitesse. W 1975 roku awansował do kadry pierwszego zespołu. W sezonie 1975/1976 zadebiutował w nim w Eerste divisie. W sezonie 1976/1977 wygrał z Vitesse rozgrywki drugiej ligi i awansował do pierwszej. Zawodnikiem Vitesse był do końca sezonu 1978/1979.
W 1979 roku Boeve przeszedł z Vitesse do Ajaksu Amsterdam. W Ajaksie swój debiut zanotował 19 sierpnia 1979 w wygranym 3:1 wyjazdowym meczu z Willem II Tilburg. Od czasu debiutu był podstawowym zawodnikiem Ajaksu. Wraz z Ajaksem czterokrotnie wywalczył mistrzostwo Holandii w sezonach 1979/80,1981/82, 1982/83 i 1984/85. Wraz z Ajaksem zdobył też trzy Puchary Holandii w sezonach 1982/83, 1985/86 i 1986/87. W maju 1987 wystąpił w wygranym 1:0 finale Pucharu Zdobywców Pucharów z Lokomotive Lipsk.
W 1988 roku Boeve odszedł z Ajaksu do belgijskiego Beerschotu Antwerpia. Latem 1988 roku zakończył w nim swoją karierę.
| Sezon   | Klub          | Kraj     | Rozgrywki      | Mecze | Bramki |
| ------- | ------------- | -------- | -------------- | ----- | ------ |
| 1975/76 | SBV Vitesse   | Holandia | Eerste divisie | 1     | 0      |
| 1976/77 | SBV Vitesse   | Holandia | Eerste divisie | ?     | ?      |
| 1977/78 | SBV Vitesse   | Holandia | Eredivisie     | 14    | 2      |
| 1978/79 | SBV Vitesse   | Holandia | Eredivisie     | 20    | 0      |
| 1979/80 | AFC Ajax      | Holandia | Eredivisie     | 24    | 0      |
| 1980/81 | AFC Ajax      | Holandia | Eredivisie     | 24    | 0      |
| 1981/82 | AFC Ajax      | Holandia | Eredivisie     | 34    | 4      |
| 1982/83 | AFC Ajax      | Holandia | Eredivisie     | 29    | 1      |
| 1983/84 | AFC Ajax      | Holandia | Eredivisie     | 30    | 3      |
| 1984/85 | AFC Ajax      | Holandia | Eredivisie     | 32    | 3      |
| 1985/86 | AFC Ajax      | Holandia | Eredivisie     | 31    | 1      |
| 1986/87 | AFC Ajax      | Holandia | Eredivisie     | 22    | 2      |
| 1987/88 | AFC Ajax      | Holandia | Eredivisie     | 2     | 0      |
| 1987/88 | Beerschot VAC | Belgia   | Eerste klasse  | 13    | 0      |

## Kariera reprezentacyjna
W reprezentacji Holandii Boeve zadebiutował 25 maja 1982 w przegranym 0:2 towarzyskim meczu z Anglią, rozegranym w Londynie. Grał między innymi w: eliminacjach do Euro 84 i do MŚ 1986. Od 1982 do 1986 roku rozegrał w kadrze narodowej 16 meczów.
| Mecze i gole w reprezentacji | Mecze i gole w reprezentacji | Mecze i gole w reprezentacji | Mecze i gole w reprezentacji | Mecze i gole w reprezentacji | Mecze i gole w reprezentacji | Mecze i gole w reprezentacji |
| #                            | Data                         | Stadion                      | Rywal                        | Wynik                        | Gol                          | Rozgrywki                    |
| 1982                         | 1982                         | 1982                         | 1982                         | 1982                         | 1982                         | 1982                         |
| ---------------------------- | ---------------------------- | ---------------------------- | ---------------------------- | ---------------------------- | ---------------------------- | ---------------------------- |
| 1.                           | 25.05.1982                   | Londyn, Anglia               | Anglia                       | 0:2                          | 0                            | towarzyski                   |
| 2.                           | 01.09.1982                   | Reykjavík, Islandia          | Islandia                     | 1:1                          | 0                            | el. ME 1984                  |
| 3.                           | 10.11.1982                   | Rotterdam, Holandia          | Francja                      | 1:2                          | 0                            | towarzyski                   |
| 4.                           | 19.12.1982                   | Akwizgran, RFN               | Malta                        | 6:0                          | 0                            | el. ME 1984                  |
| 1983                         |                              |                              |                              |                              |                              |                              |
| 5.                           | 16.02.1983                   | Sewilla, Hiszpania           | Hiszpania                    | 0:1                          | 0                            | el. ME 1984                  |
| 6.                           | 27.04.1983                   | Utrecht, Holandia            | Szwecja                      | 0:3                          | 0                            | towarzyski                   |
| 7.                           | 07.09.1983                   | Groningen, Holandia          | Islandia                     | 3:0                          | 0                            | el. ME 1984                  |
| 8.                           | 21.09.1983                   | Bruksela, Belgia             | Belgia                       | 1:1                          | 0                            | towarzyski                   |
| 9.                           | 12.10.1983                   | Dublin, Irlandia             | Irlandia                     | 3:2                          | 0                            | el. ME 1984                  |
| 10.                          | 16.11.1983                   | Rotterdam, Holandia          | Hiszpania                    | 2:1                          | 0                            | el. ME 1984                  |
| 11.                          | 17.12.1983                   | Rotterdam, Holandia          | Malta                        | 5:0                          | 0                            | el. ME 1984                  |
| 1984                         |                              |                              |                              |                              |                              |                              |
| 12.                          | 14.11.1984                   | Wiedeń, Austria              | Austria                      | 0:1                          | 0                            | el. MŚ 1986                  |
| 13.                          | 23.12.1984                   | Nikozja, Cypr                | Cypr                         | 1:0                          | 0                            | el. MŚ 1986                  |
| 1985                         |                              |                              |                              |                              |                              |                              |
| 14.                          | 27.02.1985                   | Amsterdam, Holandia          | Cypr                         | 7:1                          | 0                            | el. MŚ 1986                  |
| 1986                         |                              |                              |                              |                              |                              |                              |
| 15.                          | 12.03.1986                   | Lipsk, NRD                   | NRD                          | 1:0                          | 0                            | towarzyski                   |
| 16.                          | 14.05.1986                   | Dortmund, RFN                | RFN                          | 1:3                          | 0                            | towarzyski                   |